# Lepeophtheirus formosanus
Lepeophtheirus formosanus is een eenoogkreeftjessoort uit de familie van de Caligidae. De wetenschappelijke naam van de soort is voor het eerst geldig gepubliceerd in 2010 door Ho & Lin.